# Żyleta

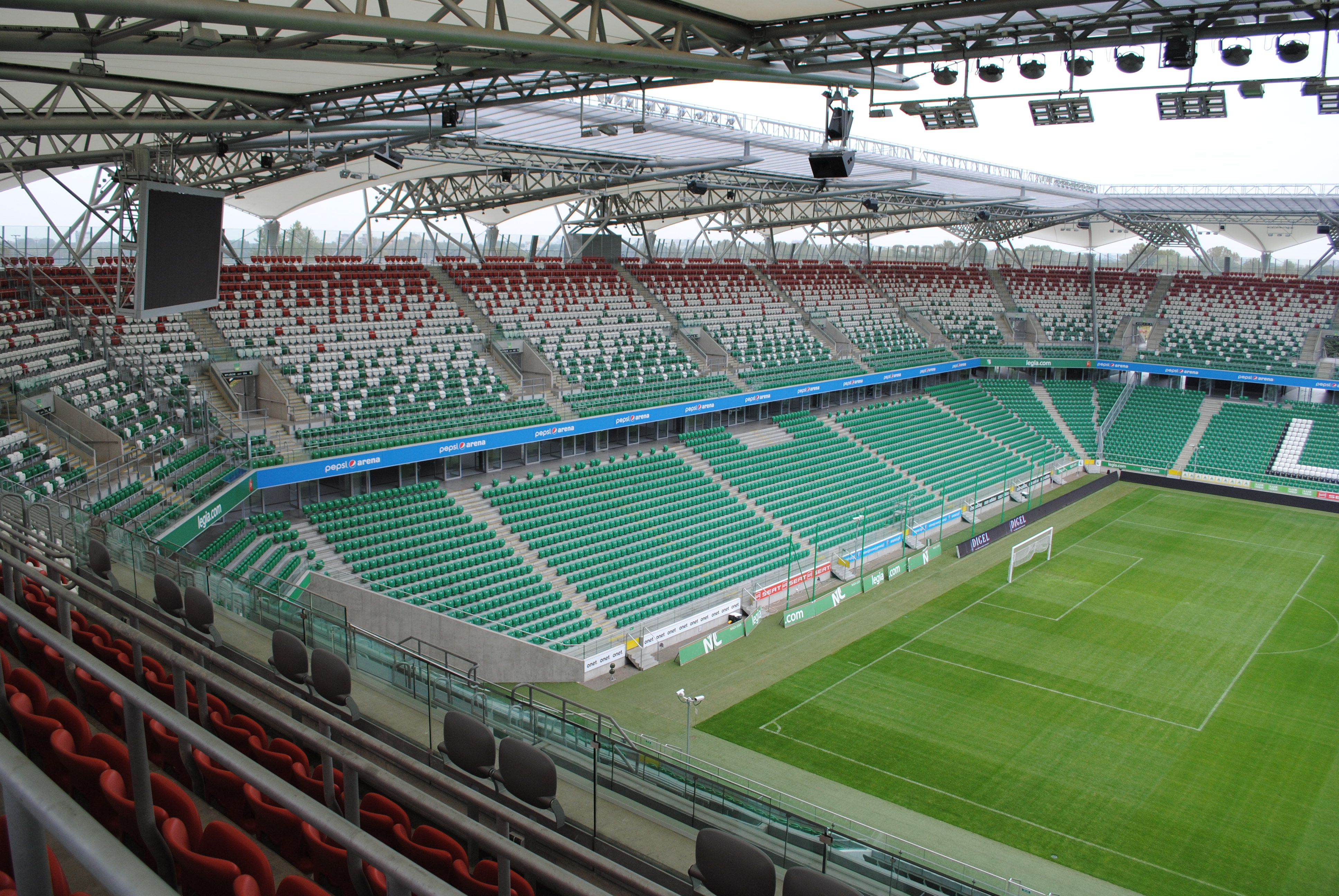
Żyleta

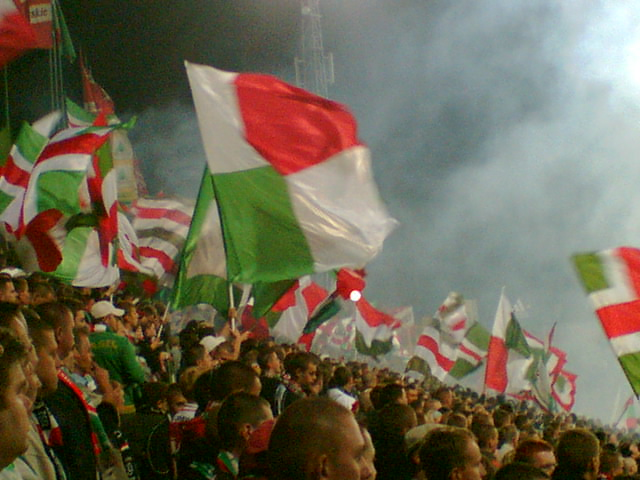
Standyleta đứng trong trận Legia - Polonia 1-0, trận derby Warsaw năm 2005

Żyleta (phát âm tiếng Ba Lan: [ʐɨˈlɛta], tiếng Anh: the Razor) là tên gọi chung của một vị trí phía bắc trong Sân vận động Quân đội Ba Lan tại Warsaw, Ba Lan, theo truyền thống bị chiếm giữ bởi những người hâm mộ tự phát và cuồng tín nhất của câu lạc bộ bóng đá Legia Warsaw. Trước khi cải tạo sân vận động (2008 2015, 2011), Żyleta cũ chỉ đề cập đến phần trung tâm trong khán đài phía đông của sân vận động (đôi khi, nó cũng sẽ nói đến toàn bộ phía đông). Có một triển lãm đặc biệt dành riêng cho Żyleta "cũ" trong bảo tàng câu lạc bộ Legia. Ngày nay, sau khi cải tạo sân vận động, Żyleta mới có nghĩa là toàn bộ khán đài phía bắc của sân vận động (nằm phía sau khung thành).
Khán đài phía đông của sân vận động được xây dựng vào những năm 1930. Cho đến cuối những năm 1970, khán đài được gọi đơn giản là khán đài "mở"  (trái ngược với khán đài phía tây "có mái che", được lợp hoàn toàn). Gian hàng phía đông có biệt danh là "Żyleta" sau khi biển quảng cáo dao cạo của Ba Lan được đặt phía trên phần trung tâm của nó. Tên này đã được sử dụng từ cuối những năm 1970. Biển quảng cáo dao cạo đã được gỡ bỏ khỏi sân vận động bằng cách trừng phạt đối với những người ủng hộ Legia, sau các cuộc bạo loạn trong trận chung kết Cup Ba Lan năm 1995.
Trong suốt nhiều năm, Żyleta đã trở thành một phần của sân vận động, nó đã trở thành một từ đồng nghĩa với sự hỗ trợ tận tụy và tình cảm của đội bóng đá. Żyleta trở nên nổi tiếng với hoạt động cuồng tín liên tục, đặc biệt là các thẻ nguy hiểm, được chuẩn bị bởi những người ủng hộ Legia và trình bày trong các trận đấu. Chất lượng hỗ trợ và cổ vũ hình ảnh thường được cho là "không nghi ngờ gì là tốt nhất ở Ba Lan". Nhờ danh tiếng cao này, Żyleta được những người ủng hộ bóng đá coi là một phần "độc quyền" của sân vận động. Chỉ những người hâm mộ tuân thủ quy tắc ứng xử không chính thức (điểm mấu chốt là sự cổ động không ngừng nghỉ trong toàn bộ trận bóng đá) mới được "đặc quyền" ngồi vào Żyleta. Tuy nhiên, Żyleta cũng đã thu hút một số sự chú ý tiêu cực. Đặc biệt là vào giữa những năm 1990, nó thường liên quan đến bạo lực bóng đá và sự cuồng tín.